# Хацфелд (Едер)
Хацфелд (њем. Hatzfeld) град је у њемачкој савезној држави Хесен. Једно је од 22 општинска средишта округа Валдек-Франкенберг. Према процјени из 2010. у граду је живјело 3.317 становника. Посједује регионалну шифру (AGS) 6635014.

## Географски и демографски подаци
Хацфелд се налази у савезној држави Хесен у округу Валдек-Франкенберг. Град се налази на надморској висини од 330 – 430 метара. Површина општине износи 58,5 km². У самом граду је, према процјени из 2010. године, живјело 3.317 становника. Просјечна густина становништва износи 57 становника/km².

## Међународна сарадња
| Мјесто | Држава    | Врста сарадње | Од    |
| ------ | --------- | ------------- | ----- |
|        | Француска | партнерство   | 1979. |
| Извор  |           |               |       |